# ۸ رجب
۸ رجب، هشتمین روز از ماه رجب در تقویم هجری قمری است.
در تقویم هجری قمری قراردادی این روز صد و هشتاد و پنجمین روز سال است.

## وقایع
- ۱۲۶۷ ه.ق – ورود موکب ناصرالدین‌شاه قاجار به قزوین. وی قصد سفر به ساحات عراق عجم را داشت.[۱]
- ۱۴۰۹ ه.ق - صدور فتوای حکم اعدام سلمان رشدی نویسنده کتاب آیات شیطانی توسط روح‌الله خمینی.

## زادگان
- ۵۹۲: جمال‌الدین بن مطروح، شاعر مصری.